# 广西北路
广西北路是中國上海市黄浦区一条南北走向的马路，南起延安东路，北至北京东路。最初由上海公共租界工部局於1862年辟筑，初名錫克路，1865年改稱廣西路。1945年起改為今名。沿路原多為里弄住宅和商業設施。沿街有上海市格致中學、先施公司大樓等上海市優秀歷史建築。

## 簡史
1862年，由於第二跑马场的拆除，公共租界當局決定在其原址上規劃數條新的馬路，廣西北路即是其中之一。

## 交会道路（南向北）
- 延安东路
- 北海路
- 广东路
- 汕头路
- 福州路
- 汉口路
- 九江路
- 南京东路
- 天津路
- 宁波路
- 牛庄路
- 芝罘路
- 北京东路